# Rinaldo Capello

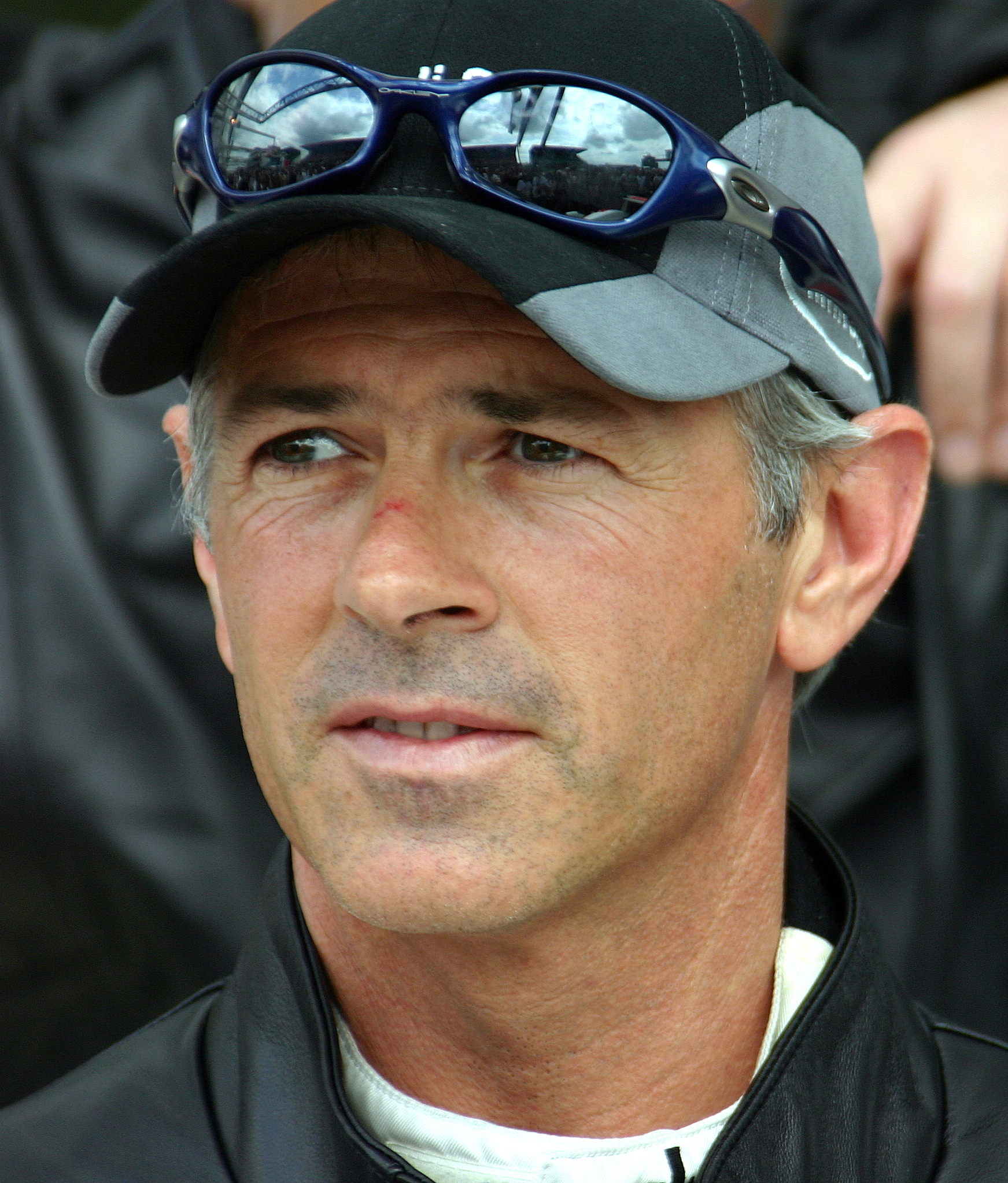
Capello in 2004

Rinaldo "Dindo" Capello (Asti, 17 juni 1964) is een Italiaans autocoureur. Hij won driemaal de 24 uur van Le Mans.

## Biografie

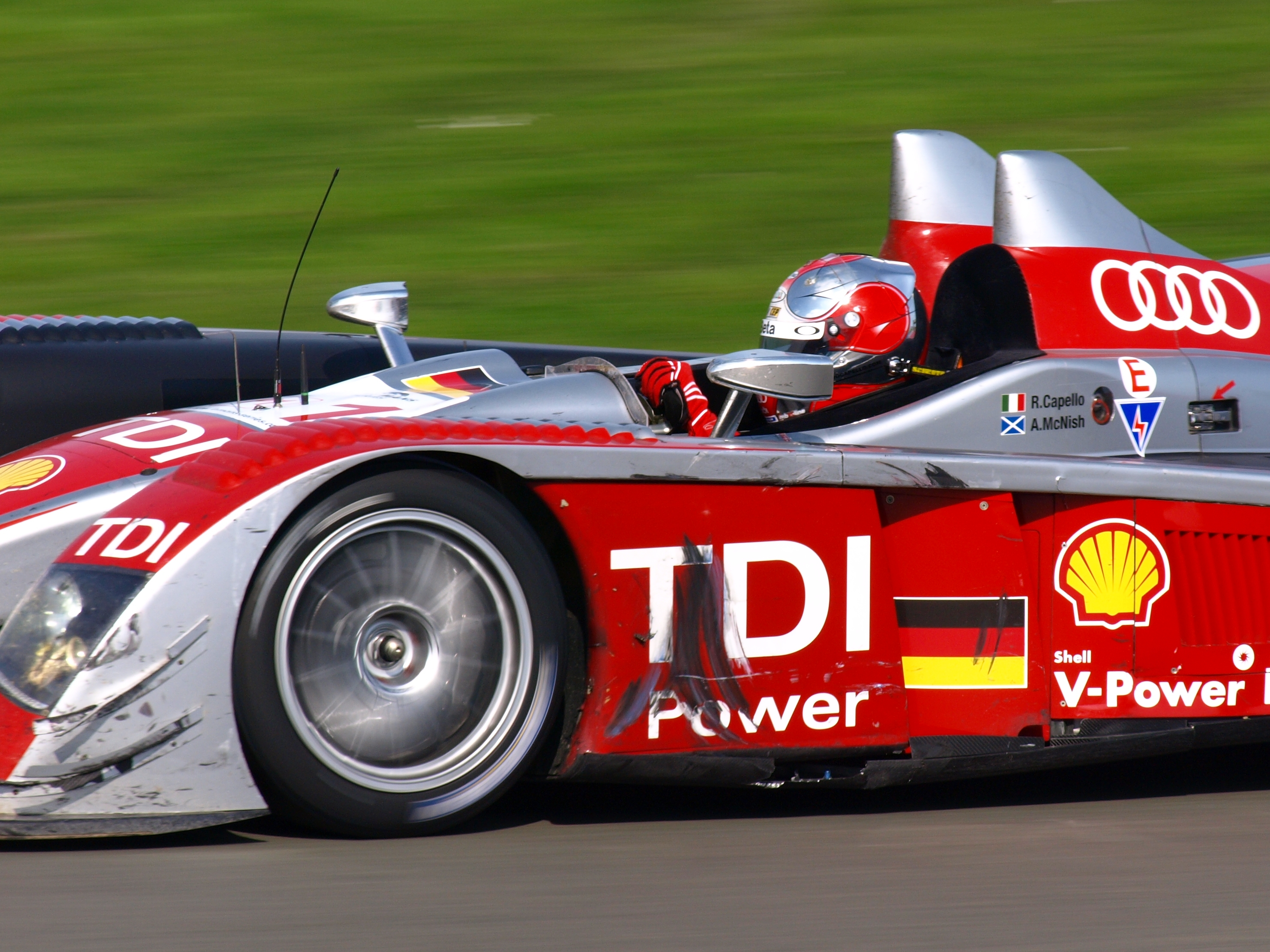
Capello aan het stuur van de Audi R10 TDI tijdens de 1000km van Silverstone in 2008

Capello werd geboren in het Italiaanse Asti. Hij begon zijn race-carrière met karten in 1976. In 1983 stapte hij over naar auto's in de Formula Fiat Abarth. In 1990 en 1996 won hij het Italiaanse Supertourismo-kampioenschap, respectievelijk met een Volkswagen Golf en een Audi A4.
Capello's eerste grote succes in langeafstandsraces kwam in 1997, toen hij de 6 uur van Vallelunga won met een Volkswagen Golf. Capello werd geselecteerd door het Audi Sport Joest-team voor de 24 uur van Le Mans in 2000. Zijn team werd derde in een Audi R8.
Capello maakte deel uit van het winnende team in de 24 uur van Le Mans in 2003 (Bentley Speed 8), 2004 (Audi R8) en 2008 (Audi R10 TDI). Hij eindigde ook nog driemaal op het podium in andere jaren.
Capello won ook de 12 uren van Sebring in 2002 en 2012. Hij heeft de meeste overwinningen in de Petit Le Mans, hij won in 2000, 2002, 2006, 2007 en 2008.